# José Ortega (artista)
José García Ortega (Arroba de los Montes, 1921 – Parigi, 24 dicembre 1990) è stato un pittore e scultore spagnolo.

## Biografia
Fu rappresentante del realismo sociale della Guerra civile spagnola e uno dei membri gruppo "Estampa popular", di cui fu anche fondatore. A tredici anni si trasferì a Madrid dove iniziò a realizzare i suoi primi dipinti e prese parte ai circoli antifranchisti, legando così le sue esperienze successive e la sua opera al forte impegno politico e civile. A 26 anni fu condannato per reati di opinione, e dopo il carcere nel 1952 uscì il suo primo ciclo di xilografie. Nei primi anni sessanta iniziò il suo lungo esilio e si trasferì a Parigi, dove gli fu assegnata dal Congresso Internazionale dei Critici d'Arte del Verucchio diretto da Giulio Carlo Argan la medaglia d'oro per la sua azione di lotta per la libertà. Nel 1964 Antonello Trombadori organizzò la sua prima mostra personale in Italia alla galleria La Nuova Pesa di Roma, alla quale seguirono quelle del 1968 e del 1974. Negli anni seguenti realizzò numerose esposizioni a Filadelfia, Toronto, Saint Louis, Zurigo, Torino e Bruxelles. Nel 1969 realizzò le venti incisioni della grande suite dei Segadores, ispirate dalle sofferenze dei lavoratori della terra. Nel 1971 lavorò al ciclo Ortega±Dürer, sessanta incisioni riguardanti il tema della guerra civile spagnola presentate al Museo di Norimberga e poi esposte nel Castello Sforzesco di Milano.
Si trasferì a Matera nel 1973, dove aveva il suo laboratorio nella sede del Circolo culturale La Scaletta nei Sassi, sperimentando nuove tecniche nello scolpire bassorilievi e utilizzando la cartapesta insieme ai maestri cartapestai materani in modo innovativo; qui realizzò uno dei suoi cicli pittorici più importanti, Morte e nascita degli innocenti, presentato al Castello Sforzesco di Milano e custodito ed esposto a Casa Ortega di Matera. Alla città di Matera, a cui era profondamente legato, lasciò in dono molte sue opere. Nel 1976 dopo sedici anni di esilio gli fu concessa l'autorizzazione per tornare liberamente in Spagna, e così poté esporre le sue opere a Madrid, Valencia e Bilbao, dove in particolare espose il grande ciclo di bassorilievi realizzato a Matera; sempre nel 1976 prese parte alla Biennale di Venezia, rappresentando insieme ad altri artisti spagnoli la Spagna, sezione Avanguardia artistica e realtà sociale (1936-1976). Lasciò nuovamente la Spagna nel 1980 per tornare in Italia, dove continuò un'intensa attività espositiva, stabilendosi nel piccolo centro di Bosco, frazione di San Giovanni a Piro in provincia di Salerno. Dichiarò di aver scelto questo posto perché gli ricordava la sua amata Spagna; egli stesso disse:
Riuscì a comprare una casa (tutt'oggi visitabile) dove, seduto nel giardino antistante, si dedicava alla pittura di paesaggi e nature morte. La sua casa è un vero e proprio museo, ove ancora si possono ammirare dipinti che la ornano sia internamente che esternamente. Guadagnò la stima e l'affetto di tutti in poco tempo: viene ricordato come un uomo solitario e pensieroso, ma al contempo generoso e riflessivo.

All'entrata del paese si possono ammirare le sue famose maioliche che raffigurano i moti rivoluzionari risorgimentali del 1828 avvenuti a Bosco. Dopo la sua morte, avvenuta nel 1990 a Parigi, un gruppo di oltre 50 pittori, scrittori e scultori spagnoli gli rese omaggio con una mostra nella Galleria Villanueva di Madrid. 

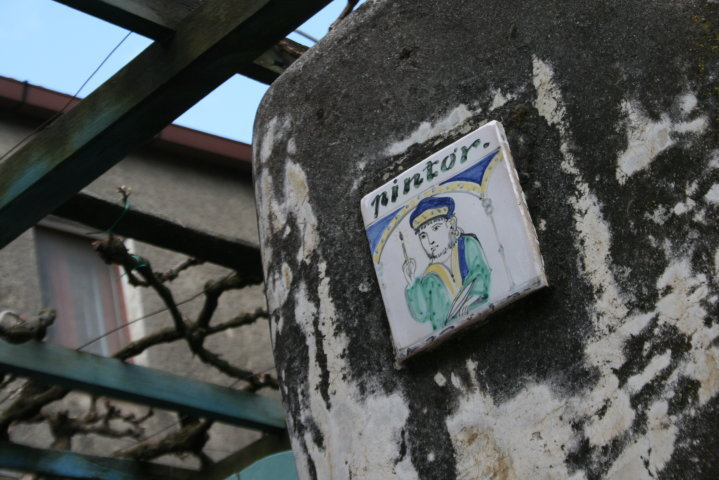
Piccola maiolica dipinta da Ortega situata all'entrata della sua casa a Bosco, su cui si legge "pintor", pittore

 Alcune sue opere, inoltre, furono donate al Museo d'Arte di Savona intitolato a Sandro Pertini, suo grande amico. Il 15 settembre 2010, a Bosco, è stato inaugurato il Liceo Artistico Paritario dedicato al grande pittore. Il 18 marzo 2011 è stato inaugurato il Museo "Casa Ortega" sempre nella piccola frazione cilentana. Le sue spoglie riposano a Parigi, nel Cimitero di Montmartre.
Ortega fu un esponente di quel realismo pittorico che caratterizza l'opera di molti pittori italiani, come il Guttuso, Migneco, Cantatore e Guerricchio. Fu definito il pittore del mondo contadino per la sua costante attenzione alle classi più umili che hanno sempre ispirato il suo lavoro; il poeta spagnolo Rafael Alberti, prendendo spunto dai Segadores di Ortega a cui dedicò la poesia Ortega de segadores, inventò il termine ortegano per indicare le condizioni di oppressione vissute dai contadini spagnoli.
Nel 2014 è stato inaugurato nella casa in cui visse, nei Sassi di Matera, un museo laboratorio a lui dedicato, Casa Ortega.

## Vita privata
Sposò una donna spagnola di nome Dina, dalla quale ha avuto un unico figlio, Xuan.

## Mostre dedicate
A Matera nel 1995 si inaugurò un'importante retrospettiva presso la galleria Albanese Arte; nel periodo compreso tra il 25 giugno e il 29 agosto del 2009 ci fu presso il museo d'arte Costantino Barbella di Chieti una mostra a lui dedicata intitolata: José Ortega – Realismo e identità mediterranea.
Il 29 giugno 2011 è stato presentato, a Bosco, un incontro di presentazione del libro fotografico, dal titolo "Arte Contro", dedicato ad Ortega. Alla manifestazione hanno partecipato personaggi politici vari e giornalisti, tra cui Giordano Bruno Guerri e Attilio Romita. Quattordici opere sono in mostra permanente presso il Museo Palazzo de' Mayo a Chieti.

## Galleria d'immagini

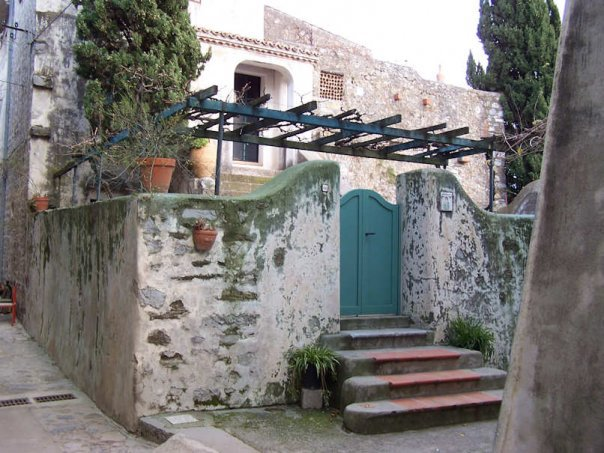
Ingresso della casa di José Ortega a Bosco
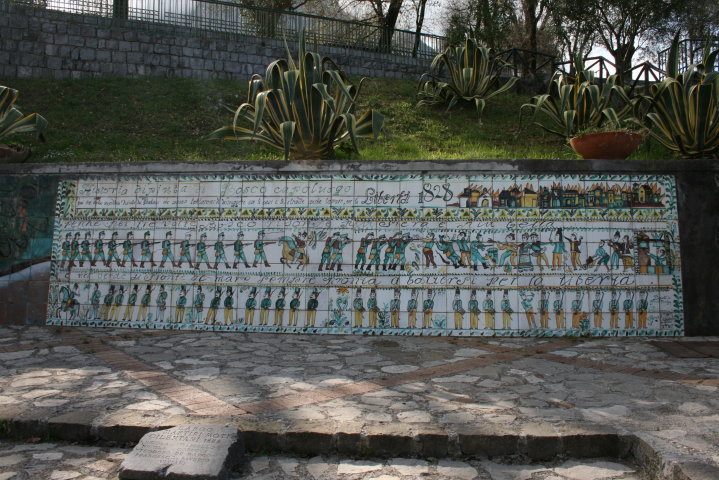
Murales dipinto dal "pintor" nel 1980, che narra brevemente i fatti dei Moti Cilentani a cui Bosco partecipò